# Roinville (Essonne)
Roinville – miejscowość i gmina we Francji, w regionie Île-de-France, w departamencie Essonne.
Według danych z 1990 r. gminę zamieszkiwało 695 osób, a gęstość zaludnienia wynosiła 52 osób/km² (wśród 1287 gmin regionu Île-de-France Roinville plasuje się na 722. miejscu pod względem liczby ludności, natomiast pod względem powierzchni na miejscu 221.).